# Digby Wolfe
Pour les articles homonymes, voir Wolfe.
Digby Wolfe, né le 4 juin 1929 à Londres (Royaume-Uni) et mort le 2 mai 2012 à Albuquerque, est un acteur, scénariste et producteur britannique.

## Filmographie

### comme acteur
- 1948 : The Guinea Pig
- 1948 : The Weaker Sex (en) de Roy Ward Baker : Benjie Dacre
- 1951 : Worm's Eye View : Cpl. Mark Trelawney
- 1951 : The Dark Man : Jerry, party guest
- 1952 : Little Big Shot : Peter Carton
- 1954 : Tale of Three Women : Brightwell (segment "Final Twist' story)
- 1954 : For Better, for Worse : Grocer's Assistant
- 1954 : The Final Twist : Brightwell
- 1958 : In the Pocket (The Big Money) : Harry Mason
- 1967 : Le Livre de la jungle (The Jungle Book) : Ziggy (voix)

### comme scénariste
- 1965 : Les Mystères de l'Ouest ("The Wild Wild West") (série TV)
- 1967 : The Rowan & Martin's Laugh-In Pilot Special (TV)
- 1976 : John Denver and Friend (TV)
- 1977 : The Shirley MacLaine Special: Where Do We Go from Here? (TV)

### comme producteur
- 1969 : Turn-On (série TV)